# Tricori

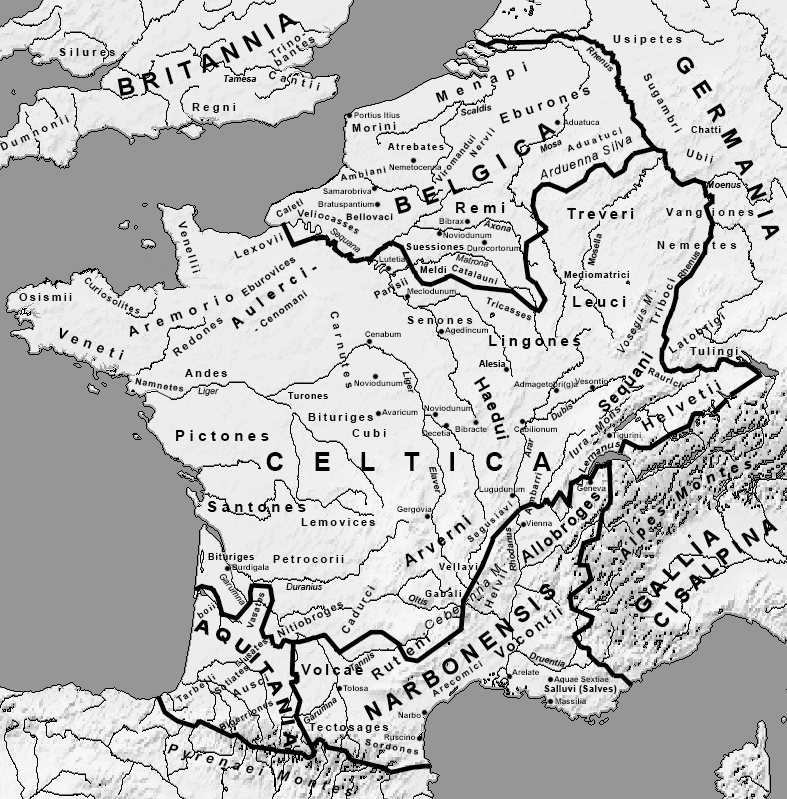
La Gallia al tempo della conquista di Gaio Giulio Cesare.

I Tricori erano gli abitanti della Gallia Narbonense nel territorio compreso tra il fiume Drac a ovest, la cittadina di Briançon a est e la valle del fiume Durance a sud.

## Storia
Tale territorio confinava con quello delle tribù degli Allobrogi più a nord, molto più esteso, ricco e densamente popolato. Secondo la teoria di Tito Livio (Ab Urbe Condita, Libro XXI 35-37), nel mese di settembre del 218 a.C. Annibale marciò con il suo esercito attraversando la zona dei Tricori dopo aver lasciato quella degli Allobrogi, in una tribù dei quali aveva messo fine alla disputa tra due fratelli che si contendevano il potere.
Annibale aveva assegnato il comando della tribù al maggiore dei due, Brancus, ricevendo da questi, in compenso, cibo e pelli di animali per proteggersi dal freddo. Sempre secondo Livio, i Tricori sarebbero stati gli ultimi guerrieri dai quali i cartaginesi avrebbero ricevuto attacchi dalle alture e in prossimità di gole, con lanci di pietre e sassi fatti rotolare sui fanti della immensa carovana militare. Tale tesi, dunque, avallerebbe il transito di Annibale per l'Alpe d'Huez e il passo "La Meije" sulla direttrice Grenoble-Briançon e con destinazione il colle del Monginevro.